# Hollenberg (Kansas)
Hollenberg è una città degli Stati Uniti d'America della contea di Washington nello Stato del Kansas.